# Dlask žlutočelý
Dlask žlutočelý (Hesperiphona vespertina) je severoamerický pták z čeledi pěnkavovitých. Rozmnožuje se zejména v jehličnatých a smíšených lesích v Kanadě a v západních horských oblastech Spojených států amerických a Mexika. Velmi vzácně se může zatoulat na Britské ostrovy.

## Taxonomie
Rozlišují se 3 poddruhy:
- H. v. vespertina - střední a  východní Kanada, severovýchod Spojených států amerických
- H. v. brooksi - západní Kanada a severozápad Spojených států amerických
- H. v. montana - jihozápad Spojených států amerických až jihozápad Mexika

## Popis
- Délka těla: 16 - 22 cm
- Rozpětí křídel:  30 - 36 cm
- Hmotnost: 38,7 - 86,1 g

Dlask žlutočelý se podobá dlaskovi tlustzobému (Coccothraustes coccothraustes), oba jsou zavalití, těžce stavění pěnkavovití ptáci s krátkými ocasy a tlustými zobáky. Dospělí mají krátký, černý ocas, černá křídla a velký, světlý zobák. Samec má jasně žluté čelo a tělo, hnědou hlavu a velká, jasně bílá pole v křídlech. Samice je převážně olivově - hnědá, šedivější naspodu, s bílími skvrnami v křídlech. Volání je podobné vrabcům domácím.

## Biologie
Hnízdo je postavené na vodorovné větvi, nebo ve vidlici větví stromu.
Migrace tohoto druhu je proměnlivá. V některých letech zalétá až na jih Spojených států amerických.
Tito ptáci si hledají potravu na stromech a keřích, někdy též na zemi. Živí se bobulemi, semeny a hmyzem. Mimo hnízdní sezonu se krmí v hejnech. Občas polykají jemný štěrk.
Areál druhu se v dřívějších dobách rozšířil na východ díky plantážím javoru Acer negundo a jiných javorů, křovinatým porostům kolem farem a rovněž přitomnosti krmítek v zimních měsících.